# SC Hakoah Berlin
Der SC Hakoah Berlin war ein deutsch-jüdischer Sportclub aus Berlin, der von 1905 bis 1938 sowie von 1945 bis 1972 existierte. Heimstätte der Fußballabteilung war der Grunewald-Sportplatz im Jagen.

## Sektion Fußball
Der SC Hakoah wurde im Jahr 1905 gegründet. 1929 fusionierte der Verein mit Bar Kochba Berlin, spielte jedoch im höherklassigen Berliner Fußball keine bedeutende Rolle. Mit der Machtergreifung der Nationalsozialisten wurde der Club ab 1933 vom Spielbetrieb ausgeschlossen und schließlich 1938 verboten. In der Zwischenzeit gewann der Verein 1934 und 1938 die Fußballmeisterschaft des Deutschen Makkabi-Kreises.
1945 gründete sich der Verein als SG Hakoah Berlin neu. 1947 gehörte Hans Rosenthal mit zu den Gründungsmitgliedern.
In der Folgezeit spielte der Club ab 1947 für vier Spielzeiten in der Amateurliga Berlin. Beste Platzierung war ein vierter Rang in der Saison 1948/49, eine realistische Chance zur Meisterschaft hatte die Hakoah hinter dem späteren Staffelsieger SG Gesundbrunnen allerdings nicht. 1951 stieg Hakoah Berlin gemeinsam mit Alemannia Haselhorst hinter dem BSC Rehberge 1945 sowie dem SC Staaken mit lediglich drei Saisonpunkten wieder aus der Amateurliga ab.
1953 vollzog der Verein eine erneute Umbenennung in SpVgg. Vineta 05 Berlin, sportlich versank die Vineta im Anschluss in den Niederungen des West-Berliner Lokalfußballs. 1972 schloss sich der Club mit dem SC Corso 99 zum SV Corso 99/Vineta Berlin zusammen. Nach dessen erneuter Fusion mit dem Weddinger FC ist der Club im heutigen WFC Corso 99/Vineta aufgegangen.

## Sektion Rugby
Seit 1931 gab es eine Rugby-Abteilung, die aus 18 Mitgliedern bestand, später 33 Spieler aufbieten konnte und eine Herren-Mannschaft stellte. Vorsitzende waren James Weichselbaum und zeitweise Heinz Alex Natan, der auch Geschäftsführer des Brandenburgischen Rugby-Fussball-Verbandes war.

## Statistik
- Teilnahme Amateurliga Berlin: 1947/48, 1948/49, 1949/50, 1950/51